# 保科正勝 (甚四郎)
保科 正勝（ほしな まさかつ、正徳4年（1714年） - 元文3年5月28日（1738年7月7日））は、江戸時代後期の旗本寄合席。飯野藩主家分家の旗本保科家第4代目当主。諱は正勝。幼名は銕五郎。通称は甚四郎。父は保科正純。母は某氏。弟に保科正倫、岡部経盛。正室は保科正殷養女（保科正賢六女）。養子は実弟の正倫。石高は上野国群馬郡・吾妻郡のうち2500石

## 生涯
父・正純の正室は養祖父の正静の養女（沼間清氏の娘）であるが、『寛政重修諸家譜』では正勝の母は某氏とされて、弟の正倫は異母弟という扱いになっている。
享保11年（1725年）に正純は山田奉行に就任したが、同年10月28日（1725年11月20日）に正勝は将軍徳川吉宗に初御目見を済ます。
本家にあたる飯野藩主保科正殷の養女（正殷の妹）を正室に迎えている。
元文元年（1736年）に父の隠居を受けて家督を相続し、寄合に列した。翌元文2年（1737年）に父が死去する。
元文3年3月21日（1738年5月9日）に舅の正殷が死去するが、その2か月後に正勝自身も死去する。享年25。法名は義養。墓所は麻布の天眞寺。実子は女子のみで男子がおらず、跡を弟の正倫が継いだ。